# Tamsui
Tamsui is een district binnen Nieuw Taipei in Taiwan. Tamsui telde in mei 2022 184.192 inwoners.

## Geschiedenis
De Nederlanders veroverde fort Antonio in 1642 op de Spanjaarden, die het hadden gesticht als fort Santo Domingo. Naar aanleiding van Verdrag van Tianjin werd de haven van Tamsui in 1862 opgegesteld voor internationale handel. De haven groeide snel maar de activiteiten werden onder de Japans bestuur overgeheveld naar Keelung. Sinds de verlenging van de rode lijn van de metro van Taipei in 1997 naar Tamsui, is het binnenlands toerisme sterk gestegen. In 2018 opende de Danhai light rail, een tramlijn met metrokenmerken.

## Geboren in Tamsui
- Ching-Po Chen (1931-2025), golfer